# Attentats de Jakarta du 17 juillet 2009
Cet article concerne les attentats de 2009. Pour l'autre attentat ayant touché un hôtel Marriott, voir Attentat de Jakarta du 5 août 2003.
Les attentats de Jakarta du 17 juillet 2009 sont des attentats-suicides qui se sont déroulés à 5 minutes d'intervalle dans deux lieux distincts : les hôtels JW Marriott et Ritz-Carlton dans le quartier de Setiabudi à Jakarta, la capitale de l'Indonésie. Il a fait sept victimes : trois Australiens, un Indonésien, deux Néerlandais et un Néo-Zélandais, et plus de cinquante blessés,,. Les attaquants étaient descendus dans les deux hôtels comme clients plusieurs jours auparavant. Ces attentats avaient eu lieu quatre années après le dernier grave attentat terroriste en Indonésie.